# Distretto 13 - Le brigate della morte
Distretto 13 - Le brigate della morte (Assault on Precinct 13) è un film del 1976 scritto e diretto da John Carpenter.
Negli Stati Uniti la sua uscita è avvenuta il 5 novembre 1976, mentre in Italia fu distribuito nel 1979. Per alcune scene di violenza il film si è guadagnato un posto di riguardo nella corrente della shoxploitation.

## Trama
Los Angeles, ghetto di Anderson. È un periodo di continui scontri a fuoco tra la polizia metropolitana e le bande di strada che imperversano per la città. Sei membri della gang "Tuono verde" vengono uccisi dalla polizia, mentre cercano di entrare in un deposito di armi. Avendo saputo cos'è successo, i "Voodoo", alleati dei "Tuono verde", giurano vendetta - tramite un patto di sangue - ai poliziotti. Vista l'esposizione agli assalti, il comando pensa di spostare il tredicesimo distretto al centro di Anderson.
A supervisionare il trasloco viene chiamato il tenente Ethan Bishop. Contemporaneamente, il poliziotto Starker si reca al penitenziario dove dovrà aiutare i colleghi a trasportare il pericoloso detenuto - condannato alla pena di morte - che si fa chiamare Napoleone Wilson ed altri suoi compagni di cella: Wells ed un altro ancora, scosso dalla tosse. Allo stesso tempo, Lawson Richards e sua figlia Kathy si recano ad Anderson per convincere la figlia maggiorenne a rientrare a casa.
I "Voodoo" si mettono in auto e iniziano a girovagare per il quartiere, cercando un obiettivo da eliminare per vendicarsi nei confronti della polizia, che la notte scorsa ha eliminato sei dei loro uomini. Il capo rimane indeciso se uccidere con un fucile M-16 una vecchietta o un vagabondo, sino a quando le sue mire non ricadono sul camioncino dei gelati.
Kathy inizia ad avere fame e chiede al padre di fermarsi in un posto dove poter mangiare qualcosa. Lawson accetta, anche perché ha bisogno di chiamare la figlia per chiederle dove sia casa sua. Alla prima occasione utile, Lawson si ferma vicino ad una cabina telefonica. Il gelataio, intanto, vedendo che l'auto continua a seguirlo, inizia a sospettare qualcosa, conoscendo anche la fama del quartiere.
Nel pullman che trasporta i prigionieri a Sonora, Starker intraprende un colloquio con Napoleone Wilson riguardo alla sua innocenza, interrotto solo dai lamenti del prigioniero malato, che pare più grave del previsto. Starker comunica all'autista di fermarsi al primo distretto utile: il tredicesimo distretto, ad Anderson.
La piccola Kathy scorge il furgone del gelato e vi si reca. Il gelataio, spaventato e sbrigativo, cerca di togliersi di torno la bambina servendola immediatamente. Non appena la bambina si allontana, i membri dei "Voodoo" si fanno vivi e prendono a pugni il gelataio; poco dopo lo uccidono con una pistola silenziata. La bambina si accorge che il gelato non è quello che lei aveva pagato e torna indietro, morendo per mano del capo della banda.
Lawson si accorge della morte della figlia e accorre; dapprima la copre, poi, accecato dalla rabbia, prende il revolver del gelataio e inizia a inseguire la banda, che fugge verso il rifugio.
I prigionieri arrivano al tredicesimo distretto; Bishop non vuole che restino, perché l'edificio sta chiudendo e la zona è molto pericolosa. Starker insiste, anche perché se il prigioniero è affetto da polmonite la responsabilità del soccorso non prestato ricadrebbe su Starker stesso o sul tenente. Dopo averlo convinto, Starker porta i prigionieri sani nelle celle e chiama un medico.
Lawson riesce a raggiungere la banda in una strada solitaria e uccide il capo. Il gesto non può essere tollerato dai membri restanti, che, dunque chiamano i compagni e inseguono Lawson sino al distretto. Il loro compito è quello di uccidere il responsabile dell'omicidio, anche a costo di morire a loro volta. Il fatto che - oltre tutto - Lawson si sia rifugiato all'interno del distretto soddisfa entrambi gli interessi della famigerata gang: vendicarsi dei poliziotti e dell'assassino del loro capo.
La gang inizia a far fuoco sul distretto, dapprima uccidendo l'agente Chaney e poi i poliziotti di scorta ai prigionieri, il prigioniero malato e Starker. Napoleone Wilson si salva e si rifugia all'interno, chiudendo il portone secondario.
Da un lato ci sono i poliziotti ed i prigionieri, insieme a Leigh e Julie, due assistenti della polizia: dall'altro i membri dei "Voodoo". Dopo aver intimorito i poliziotti, i banditi gettano contro di loro un recipiente di vetro contenente sangue, insieme ad una bandiera e si nascondono in mezzo ai cespugli proprio di fronte al distretto.
Bishop ritiene sia meglio liberare i prigionieri, cosicché anch'essi possano aiutarli nella resistenza. Wells e Wilson vengono dunque messi in libertà ed armati. Non appena fuori, Wells pretende di sapere cosa stia succedendo: Leigh gli descrive l'ultimo gesto compiuto dalla banda e Wells capisce subito di chi si tratti. Bishop e gli altri risultano ancora più allarmati, sino a quando a quest'ultimo non viene in mente di creare un diversivo e far scappare Wells dall'edificio, in maniera tale che possa chiamare una pattuglia.
Wells accetta ed esce dal sistema fognario: fuori, pochi istanti dopo finisce ucciso per mano della banda. In seguito alle continue telefonate di cittadini che sentono colpi di arma da fuoco provenire dal ghetto di Anderson, dalla centrale operativa viene inviata per controllare la situazione una pattuglia. I due agenti di ronda, dopo una perlustrazione della zona con esito negativo, si accorgono dell'assassinio di un tecnico della linea telefonica, trovato senza vita, e riescono a dare l'allarme alla centrale. L'ultima speranza degli occupanti del dismesso distretto di polizia, ormai isolato sia telefonicamente che elettricamente, risiede in una bombola di metano che Bishop vuole fare esplodere dopo avere attirato i delinquenti all'interno del sotterraneo del distretto ed essersi rifugiato dietro un'ampia lastra di metallo.
La gang riesce a far breccia nelle difese del distretto ed entrare: Bishop attende il momento propizio ed usando un fucile da cecchino fa saltare in aria la bombola. I membri della banda finiscono uccisi a causa delle schegge. Accorrono finalmente alcune pattuglie della polizia, che portano in salvo Bishop, Leigh, Wilson e Lawson.

## Remake
- Di produzione francese Nido di vespe (2002), diretto da Florent-Emilio Siri, è un remake con una storia diversa, ma identica nell'ambientazione claustrofobica, con poliziotti e ladri che si ritrovano assediati dentro un magazzino, alla mercé della banda armata di un signore della droga che i poliziotti dovevano scortare.
- Altro remake, diretto da Jean-François Richet, è Assault on Precinct 13 (2005) dove i poliziotti e i criminali assediati si alleano per combattere i "cattivi" che assaltano il distretto. In questo caso sono tutti i poliziotti corrotti della città, che cercano di eliminare un potente spacciatore di droga, rinchiuso nel Distretto 13, perché la sua testimonianza potrebbe smascherarli e farli arrestare.
- Nel 2001 lo stesso Carpenter ne ha girato un "newquel" futuristico, Fantasmi da Marte.

## Produzione

### Sceneggiatura
Dopo aver girato Dark Star, John Carpenter incontrò un gruppo di investitori indipendenti (la CCK Corporation di Filadelfia) che gli diedero carta bianca per realizzare qualsiasi film volesse, ma con un budget limitato. Carpenter avrebbe voluto girare un western, ma sapeva di non avere le risorse per ricreare lo scenario dell'epoca. Scrisse il film in modo che risultasse un western moderno e molto stilizzato, ispirandosi essenzialmente ad Un dollaro d'onore di Howard Hawks. Per saldare il debito con il suo nume tutelare, usò lo pseudonimo di John T. Chance come montatore: Chance era il personaggio di John Wayne in Un dollaro d'onore.
I titoli provvisori del film erano The Anderson Alamo (in riferimento all'omonimo film di John Wayne) e The Siege, mentre si optò poi per un titolo più commerciale.

### Cast
Nello scrivere il ruolo di Napoleone Wilson, Carpenter si ispirò al suo vicino di casa di allora, l'attore Darwin Joston, al quale alla fine andò realmente la parte del criminale. Dopo ripetute audizioni parteciparono anche Austin Stoker, nel ruolo del tenente Ethan Bishop e Laurie Zimmer nel ruolo di Leigh. Nancy Kyes, che inizia la collaborazione con Carpenter in questo film, tornerà a recitare nel successivo Halloween, la notte delle streghe ed in altri due capitoli della saga, Halloween II e III.
Anche Carpenter si ritagliò un cameo, nel ruolo di uno dei membri della banda che assalta le finestre.

### Regia
Il film venne girato in soli 20 giorni nei Producer Studios di Hollywood, mentre gli esterni vennero girati a Los Angeles con una troupe ridottissima. L'indirizzo del nuovo distretto (1977, Ellendale Place) era l'indirizzo di casa del regista in quel periodo. Le riprese non vennero effettuate nel vero distretto tredici di Los Angeles, ma nel nono distretto della tredicesima divisione. Il film risulta un'unione di western urbano e thriller; il tema della città aggressiva e dominata da bande spietate, senza un volto, quasi "zombesche", tornerà in altri film del regista come 1997: Fuga da New York.

## Accoglienza
Uscito nel novembre 1976 negli Stati Uniti, il film guadagnò $ 273.623, partendo da un budget di soli 100.000 dollari. A causa di alcune sequenze "scomode", prima fra tutte quella dell'omicidio a sangue freddo della bambina, il film venne ignorato dai critici e il New York Times lo recensì solo dopo il successo commerciale di Halloween: la notte delle streghe. In un'edizione depurata da queste sequenze, il film fu presentato nell'indifferenza generale a Cannes in una rassegna collaterale. Nel Regno Unito all'uscita nelle sale non venne ben accolto, ma vinse un premio al festival di Edimburgo e in seguito fu proiettato anche al London Film Festival in una retrospettiva dedicata ai film indipendenti. Nonostante Carpenter abbia asserito di non essersi concentrato molto sui dialoghi e più sulla suspense, il film è divenuto un cult movie. In Francia, quando venne alla luce l'amore del regista per il cinema classico di Hawks e di Ford, il film venne lodato. Anche negli Stati Uniti venne riscoperto dopo l'esito favorevole dei film successivi, tanto che nel 2005 ne è stato girato un remake.
In Italia, nel 1999, è stato proiettato in versione rimasterizzata al Torino Film Festival.

### Critica
Marco Minniti ha scritto, in una recensione del 2003, che Distretto 13 è un film claustrofobico, il primo passo di Carpenter verso la «notte infinita. [...] La fotografia cupa e sgranata, la violenza senza volto, che esce dall'ombra e colpisce, inesorabile: tutte soluzioni stilistiche che ben presto diverranno una costante per i film di questo [...] regista». Minniti aggiunge inoltre che il film prende caratteristiche dal western (Napoleone Wilson) e dall'horror: «dall'ultimo, [...] prende l'atmosfera onirica, il taglio claustrofobico e l'incubo perenne dei protagonisti, l'irrazionale minaccia, i teppisti come "cose" mosse solo dal [...] cieco desiderio di sangue».
Oltre a ripetere ciò che Minniti riscrisse, i critici americani Laurence Mixson e Dennis Schwartz aggiunsero che il film possedeva molti punti a favore anche nell'ottima ed ossessiva colonna sonora, ma che al contempo "rubava" troppo da film come La notte dei morti viventi, riproponendo - in poche parole - lo stesso plot.

## Colonna sonora
La colonna sonora, composta mediante sintetizzatore è opera di John Carpenter, che spesso firma il corpo sonoro dei suoi film. Per il tema, Carpenter ha dichiarato di essersi ispirato alla colonna sonora di Dirty Harry di Lalo Schifrin e alla canzone dei Led Zeppelin Immigrant Song. A sua volta, nel tempo, il tema del film è servito come base per la canzone Megablast dei Bomb the Bass.
La colonna sonora consiste di 17 tracce:
1. Assault on Precinct 13 (You Can Fight It!) (John Carpenter/Kenny Lynch)
2. Assault on Precinct 13 (Main Titles)
3. Napoleon Wilson
4. Street Thunder
5. Precinct 9 - Division 13
6. Targets/Ice-cream Man on Edge
7. Wrong Flavour
8. Emergy Stop
9. Lawson's Revenge
10. Sanctuary
11. Second Wave
12. The Windows! (Part #1, Part #2)
13. Julie
14. Well's Flight
15. To the Basement
16. Walking Out
17. Assault on Precinct 13 (End Titles)

- Nei titoli di coda del film, è inserito il brano You Can't Fight It di Jimmy Chambers.

## Collegamenti ad altre pellicole
- L'atteggiamento dei membri della banda ricorda quello degli zombi di La notte dei morti viventi di George A. Romero.
- Il comportamento di Napoleone Wilson (Darwin Joston), criminale pentito, ricorda quello di Armonica (Charles Bronson) in C'era una volta il West di Sergio Leone.
- Il film viene omaggiato più volte in Dal tramonto all'alba di Robert Rodriguez, che ne ricalca in parte la trama; inoltre, uno dei protagonisti, Scott Füller (Ernest Liu), indossa una maglietta che riporta il titolo inglese del film.
- La scena in cui Leigh dà l'ultima sigaretta a Napoleone prima dell'ultima fase di assedio è stata omaggiata in L'alba dei morti dementi di Edgar Wright, durante l'assalto degli zombi al Winchester.
- L'alleanza forzata tra il crimine e la Legge contro un comune avversario, è presente anche nel film francese The Horde di Yannick Dahan e Benjamin Rocher.